# 16a Divisió Panzer
La 16a Divisió Panzer (alemany: 16. Panzer-Division) va ser una formació de l'exèrcit alemany durant la Segona Guerra Mundial. Es va formar el novembre de 1940 a partir de la 16a Divisió d'Infanteria. Va participar en l'operació Barbarossa, la invasió de la Unió Soviètica el juny de 1941 que va operar al sector meridional del front oriental. Després de l'ofensiva soviètica del novembre de 1942, la divisió va quedar atrapada a Stalingrad, on es va rendir el febrer de 1943. Es va formar una nova 16a Divisió Panzer el 1943 i va ser enviada a Itàlia on va formar part de la infructuosa defensa alemanya contra la Invasió aliada d'Itàlia. Tornada al Front Oriental al novembre de 1943, la divisió tornà a actuar en el sector sud, participant en l'operació de socors de la bossa de Kòrsun-Xevtxènkivski i formant part de la bossa de Kamenets-Podolsky. Finalment es va rendir a les forces americanes soviètiques i nord-americanes a Txecoslovàquia el maig de 1945.

## Historial
La divisió es va formar a la tardor de 1940 a partir de la 16a Divisió d'Infanteria que anteriorment havia participat en la invasió alemanya de França el 1940. La divisió, amb seu a la Wehrkreis VI a la regió de Westfàlia, va rebre el 2n Regiment de tancs de la 1a Divisió Panzer i va traslladar la seva base d'origen des de Münster a Wuppertal i va passar al comandament de Hans-Valentin Hube.
La nova divisió de tancs va ser enviada a Romania i Bulgària a principis de 1941, però es va mantenir en reserva i no va participar en la invasió alemanya de Iugoslàvia i Grècia. Va tornar breument a Alemanya abans de ser enviada a Polònia per a la preparació de la invasió de la Unió Soviètica. La divisió va lluitar al sector meridional del front oriental, participant en la batalla de Kíev i l'avanç alemany cap el mar d'Azov. A finals de novembre, la 16a Divisió Panzer s'havia quedat sense subministraments i només es va poder retirar després d'haver estat reaprovisionada durant una contraofensiva soviètica. Va lluitar en posicions defensives durant l'hivern de 1941–42 i va participar en operacions antipartisanes a la regió de Stalino. La divisió va participar en la lluita de la segona batalla de Khàrkiv i, després d'aquesta, l'ofensiva estiuenca alemanya, Cas Blau.
La divisió va formar part de l'ofensiva cap a Stalingrad i va arribar al riu Volga al nord de la ciutat el 23 d'agost de 1942. Donant suport al flanc de l'atac alemany a la ciutat, la divisió va patir grans pèrdues i, reduïda a una força de 4.000 homes a mitjans de novembre, estant prevista la seva substitució. Durant la retirada de la primera línia, la divisió va quedar atrapada en la contraofensiva soviètica, l'operació Urà, que va començar el 19 de novembre. La major part de la divisió va quedar atrapada en el que es va convertir en la bossa de Stalingrad, mentre que un nombre més reduït d'unitats van ser empès cap a l'oest. El cos principal de la divisió va ser destruït a Stalingrad durant la batalla i quan les forces de l'Eix es van rendir el 2 de febrer de 1943, amb el comandant de la divisió, Günther von Angern suïcidant-se per evitar la captivitat soviètica.
Reformada a Bretanya el març de 1943 a partir de nous reclutaments i unitats que no havien quedat atrapades a Stalingrad, la divisió va ser enviada a Itàlia el juny de 1943. Va formar part de les defenses alemanyes durant la invasió aliada d'Itàlia on inicialment va provocar greus baixes al desembarcament. Les forces, però també van perdre més de la meitat dels seus tancs en el procés, procedents del foc dels canons navals que recolzaven el desembarcament. Malgrat la 16a Divisió Panzer que actuava adequadament sota el seu comandament, Rudolf Sieckenius va ser convertit en un boc expiatori de la derrota alemanya a Salern i se'l va retirar de la seva posició. Va participar en la retirada i les operacions defensives alemanyes a Itàlia fins al novembre de 1943, quan va ser enviada de nou al front de l'est.
La 16a Divisió Panzer es va utilitzar en diverses localitats del sector meridional després d'aquesta per intentar estabilitzar les primeres línies alemanyes, sent sovint desplaçades entre punts de crisi. Va participar en l'únic esforç parcialment reeixit per alleujar les forces alemanyes atrapades a la bossa de Kòrsun-Xevtxènkivski a principis de 1944 i va quedar atrapat a la bossa de Kamenets-Podolsky, però va aconseguir sortir amb el cos principal del 1r exèrcit Panzer l'abril de 1944. Després de recursos nous, la divisió va participar en la retirada alemanya a Polònia i també va participar en altres operacions antipartidistes a la zona del voltant de Daleszyce. Daleszyce va ser un centre de resistència polonesa a l'ocupació alemanya, realitzada majoritàriament per l'Armia Krajowa, i destruïda greument a causa de la petacada per les unitats de la Wehrmacht el 1944 i finalment es va incendiar.
El gener de 1945, la divisió va tornar a estar atrapada amb l'inici de l'ofensiva soviètica Vistula-Oder, però va aconseguir arribar a les línies alemanyes. Després d'un breu descans i subministrament al febrer, va combatre a Silèsia i Txecoslovàquia. Amb la rendició alemanya, la divisió va intentar arribar a les línies nord-americanes, amb algunes parts que ho van aconseguir, però sobretot van ser lliurades a les forces soviètiques.

## Comandants
El comandant de la divisió:
| Ranc                         | Nom                        | Període                                        | Notes                                                                          |
| ---------------------------- | -------------------------- | ---------------------------------------------- | ------------------------------------------------------------------------------ |
| Generalmajor/Generalleutnant | Hans-Valentin Hube         | 1 de novembre de 1940 - 14 de setembre de 1942 | Mort en un accident d'avió, el 21 d'abril de 1944                              |
| Generalmajor                 | Günther von Angern         | 15 de setembre de 1942 - 2 de febrer de 1943   | Suïcidi a Stalingrad, 2 de febrer de 1943                                      |
| Oberst                       | Burkhart Müller-Hillebrand | Març de 1943                                   |                                                                                |
| Generalmajor                 | Rudolf Sieckenius          | Maig - novembre de 1943                        | Suïcidi, 28 d'abril de 1945                                                    |
| Oberst                       | Hans-Ulrich Back           | 1 de novembre de 1943 - 14 d'agost de 1944     |                                                                                |
| Generalmajor                 | Dietrich von Müller        | Agost de 1944 - març de 1945                   | Captat pels partidaris txecs de la Brigada de Jan Žižka, el 19 d'abril de 1945 |
| Oberst                       | Theodor Kretschmer         | Març de 1945                                   |                                                                                |
| Oberst                       | Kurt Treuhaupt             | Abril - maig de 1945                           |                                                                                |

## Organització
Estructura de la divisió:
- Quarter general
- 2n Regiment Panzer
- 64è Regiment Panzergrenadier
- 79è Regiment Panzergrenadier
- 16è Regiment d'Artilleria
- 16è Batalló de Motocicletes
- 16è Batalló de Reconeixement Panzer
- 16è Batalló de Destructors de Tancs
- 16è Batalló d'enginyers Panzer
- 16è Batalló de Senyal Panzer
- 274è Batalló Antiaeri de l'Exèrcit (afegit el 1942)
- 16è Grup Panzer de Subministrament Divisional

## Postguerra
Després de la guerra es va erigir un memorial a Münster, la seu de la guarnició original de la divisió per als soldats de la 16a Divisió Panzer. Un nombre reduït de supervivents de Stalingrad van celebrar reunions anuals a la ciutat fins a la dècada de 1990. Winfried Nachtwei, antic membre del Parlament alemany del Partit verd de Münster, va realitzar algunes investigacions sobre la divisió i la seva part i la seva responsabilitat en la batalla de Stalingrad que va tenir més de 700.000 víctimes, la majoria soldats soviètics i civils. Les seves investigacions també van establir que, del nombre desconegut de soldats de la divisió que es va rendir a Stalingrad només 128 van tornar després de la guerra.
Les còpies originals dels dietaris de guerra de la divisió des de mitjan 1943 van ser destruïdes durant un incendi a Potsdam l'abril de 1945, mentre que les edicions anteriors s'havien traslladat a Liegnitz, actualment a Legnica, a Polònia. Aquests van caure en mans nord-americanes el 1945, després de ser evacuats a Turíngia, van ser portats als Estats Units per a la investigació i van tornar gradualment a Alemanya Occidental a partir de 1962.